# 土井三郎
土井 三郎（どい さぶろう、1929年〈昭和4年〉 - ）は日本映画の合成技師。東京都出身。

## 経歴
映画機材製造メーカー土井製作所の出身。
太平洋戦争終戦後、復員して職探しをする中、東宝技術研究所に所属していた兄を頼って東宝を訪れるが、東宝争議により研究所が解散となる。
1952年に向山宏の紹介で東宝の合成室に入社。『ゴジラ』を始めとする特撮映画で作画合成撮影を務めた。1984年に定年退職し、ソニーPCLに在籍する。

## 代表作

### 映画
| 公開年月日     | 作品名                                    | 制作（配給）                                 |
| -------------- | ----------------------------------------- | -------------------------------------------- |
| 1953年10月21日 | 太平洋の鷲                                | 東宝                                         |
| 1954年2月10日  | さらばラバウル                            | 東宝                                         |
| 1954年11月3日  | ゴジラ                                    | 東宝                                         |
| 1955年8月14日  | 獣人雪男                                  | 東宝                                         |
| 1954年12月29日 | 透明人間                                  | 東宝                                         |
| 1956年12月26日 | 空の大怪獣ラドン                          | 東宝                                         |
| 1957年12月28日 | 地球防衛軍                                | 東宝                                         |
| 1958年10月14日 | 大怪獣バラン                              | 東宝                                         |
| 1959年12月26日 | 宇宙大戦争                                | 東宝                                         |
| 1960年4月10日  | 電送人間                                  | 東宝                                         |
| 1960年4月26日  | ハワイ・ミッドウェイ大海空戦 太平洋の嵐   | 東宝                                         |
| 1961年7月30日  | モスラ                                    | 東宝                                         |
| 1963年1月3日   | 太平洋の翼                                | 東宝                                         |
| 1965年12月9日  | エレキの若大将                            | 東宝                                         |
| 1966年1月3日   | 無責任清水港                              | 東宝 渡辺プロ （東宝）                       |
| 1966年7月31日  | フランケンシュタインの怪獣 サンダ対ガイラ | 東宝 （東宝）                                |
| 1966年11月20日 | 落語野郎 大馬鹿時代                       | 東宝                                         |
| 1967年2月11日  | 落語野郎 大爆笑                           | 東宝                                         |
| 1967年7月22日  | キングコングの逆襲                        | 東宝 ランキン・バス・プロダクション （東宝） |
| 1967年9月15日  | 颱風とざくろ                              | 東宝                                         |
| 1969年3月1日   | 風林火山                                  | 三船プロダクション （東宝）                  |
| 1969年6月28日  | 俺たちの荒野                              | 東宝 （東宝）                                |
| 1969年7月26日  | 緯度0大作戦                               | 東宝 ドン・シャーププロ （東宝）             |
| 1969年8月13日  | 日本海大海戦                              | 東宝                                         |
| 1971年7月24日  | ゴジラ対ヘドラ                            | 東宝                                         |
| 1972年3月12日  | 地球攻撃命令 ゴジラ対ガイガン             | 東宝 東宝映像（製作協力） （東宝）           |

### テレビ
| 期間         | 期間          | 番組名        | 制作（放送局）         | 役職 |
| ------------ | ------------- | ------------- | ---------------------- | ---- |
| 1972年4月7日 | 1973年3月30日 | ウルトラマンA | TBS 円谷プロダクション | 合成 |